# Lijst van voetbalinterlands Chili - Schotland
Deze lijst van voetbalinterlands is een overzicht van alle officiële voetbalwedstrijden tussen de nationale teams van Chili en Schotland. De landen speelden tot op heden twee keer tegen elkaar. De eerste ontmoeting, een vriendschappelijke wedstrijd, werd gespeeld in Santiago op 15 juni 1977. Het laatste duel, eveneens een vriendschappelijke wedstrijd, vond plaats op 30 mei 1989 in Glasgow.

## Wedstrijden
| № | Plaats   | Datum        | Competitie        | Wedstrijd         | Uitslag |
| - | -------- | ------------ | ----------------- | ----------------- | ------- |
| 1 | Santiago | 15 juni 1977 | Vriendschappelijk | Chili – Schotland | 2 – 4   |
| 2 | Glasgow  | 30 mei 1989  | Vriendschappelijk | Schotland – Chili | 2 – 0   |

## Samenvatting
| Competitie        | Totaal gespeeld | Winst Chili | Gelijk | Winst Schotland | Doelsaldo Chili – Schotland |
| ----------------- | --------------- | ----------- | ------ | --------------- | --------------------------- |
| Vriendschappelijk | 2               | 0           | 0      | 2               | 2 − 6                       |
| Totaal            | 2               | 0           | 0      | 2               | 2 − 6                       |

Wedstrijden bepaald door strafschoppen worden, in lijn met de FIFA, als een gelijkspel gerekend.

## Details

### Eerste ontmoeting
| Vriendschappelijk (Santiago de Chile, Chili, 15 juni 1977): |              | |
| Chili | 2 – 4        | Schotland |
| Julio Crisosto 48' Julio Crisosto 72' | goals        | 19' Kenny Dalglish 30' Lou Macari 37' Richard Hartford 57' Lou Macari                                                                                        |
| Caupolicán Peña | bondscoach   | Alistair MacLeod |
| Adolfo Nef Juan Machuca Alberto Quintano Elias Figueroa Enzo Escobar Waldo Quiroz Eladio Inostroza Hector Pinto Juan Soro ??' Rogelio Farias ??' Leonardo Veliz | opstellingen | 46' Alan Rough Danny McGrain Willie Donachie Martin Buchan Tom Forsyth 46' Bruce Rioch Don Masson Kenny Dalglish Lou Macari 72' Asa Hartford Willie Johnston |
| Julio Crisosto ??' Gustavo Moscoso ??' | wissels      | 46' James Stewart 46' Archie Gemmill 72' Sandy Jardine |

### Tweede ontmoeting
| Vriendschappelijk (Glasgow, Verenigd Koninkrijk, 30 mei 1989):                                                                                               |              | |
| Schotland | 2 – 0        | Chili |
| Alan McInally 4' Murdo McLeod 52' | goals        | |
| Andy Roxburgh | bondscoach   | Orlando Araveña |
| Jim Leighton Stewart McKimmie Maurice Malpas Roy Aitken Alex McLeish Gary Gillespie 70' David Speedie 46' Peter Grant Murdo McLeod Paul McStay Alan McInally | opstellingen | Roberto Rojas Patricio Reyes Leonel Contreras Hugo González Héctor Puebla Jaime Vera Alejandro Hisis Jaime Pizarro 46' Juvenal Olmos Hugo Rubio 46' Juan Covarrubias |
| Mo Johnston 46' Derek Whyte 70' | wissels      | 46' Juan Carlos Letelier 46' Jaime Ramírez |
| David Speedie ??' | gele kaarten | ??' Juan Carlos Letelier |